# 黎婆花
黎婆花（学名：Arisaema hainanense）为天南星科天南星属的植物，为中国的特有植物。分布在中国大陆的海南等地，生长于海拔400米至2,100米的地区，见于山谷和山坡密林中，目前尚未由人工引种栽培。